# Vito (militar romano)
Vito fue un militar romano occidental que sirvió bajo Valentiniano III. Es conocido, únicamente, por haber dirigido una campaña contra los suevos en Hispania durante el año 446.

## Nombramiento
Fue designado magister militum en el año 446 para comandar una expedición militar a Hispania. Parece ser que, desde el 420, el cargo de comes Hispaniarum ya no existía o que las tropas a su cargo eran tan reducidas que era necesario enviar un contingente al mando de un magister militum desde otras diócesis imperiales para acometer una campaña con cierta entidad. Estos nombramientos eran de corta duración y limitados a la campaña en cuestión. No sería hasta el 460 cuando, bajo Mayoriano, se instituiría un magister militum para la diócesis de Hispania.
Vito fue seleccionado dentro de un contexto de lucha entre facciones dentro del gobierno de Rávena que había hecho caer a su antecesor en el cargo, Merobaudes.

## Campaña en Hispania

Vito comandó el ejército enviado a Hispania en el año 446 para intentar frenar la expansión de los suevos.

En el año 446, Vito comandó un ejército formado por federados godos y soldados romanos que se dirigió a Hispania para luchar contra los suevos quienes se encontraban en plena expansión de su poder dentro de la diócesis. Los motivos de la campaña no están muy claros. Por un lado, se piensa que fue una operación en la que, además de luchar contra estos, se buscaba castigar a los terratenientes de Bética y Cartaginense por su colaboración con los bárbaros. Otra versión se inclina por enmarcarla en el contexto de los preparativos de Aecio para reconquistar la provincia de África recientemente perdida ante los vándalos de Genserico.
Hidacio hizo una breve descripción de la campaña de Vito donde resaltó que sometió a los grandes terratenientes a fuertes impuestos para pagar el mantenimiento de sus tropas. Requila partió con su ejército desde sus bases en Lusitania y consiguió derrotar a los federados godos en un lugar no determinado. Ante esta situación, Vito decidió huir con el resto sus tropas mientras que los suevos procedieron a saquear las dos provincias hispanas como castigo a la población por su colaboración con el ejército romano.